# Дупляк Степан Анатолійович
Дупляк Степан Анатолійович (16 січня 1983, м. Київ, Україна) — український поет, представник  сучасної української літератури покоління двотисячників, член Національної спілки письменників України , правник, суддя .

## Життєпис
Степан Дупляк народився в місті Києві 1983 року. Дитинство провів на Поділлі в селі Дашківці.
Любов до слова виявив рано. Перші вірші почав писати ще в шкільні роки.
Навчаючись у старших класах, працював літературним редактором у видавництві «Хрещатик» (2008 – 2009). По закінченні спеціалізованої столичної школи № 155 студіював право в Київському національному торгово-економічному університеті, який закінчив з відзнакою у 2004 році, здобувши фах правника.
Указом Президента України №351/2021 від 11.08.2021 призначений на посаду судді.

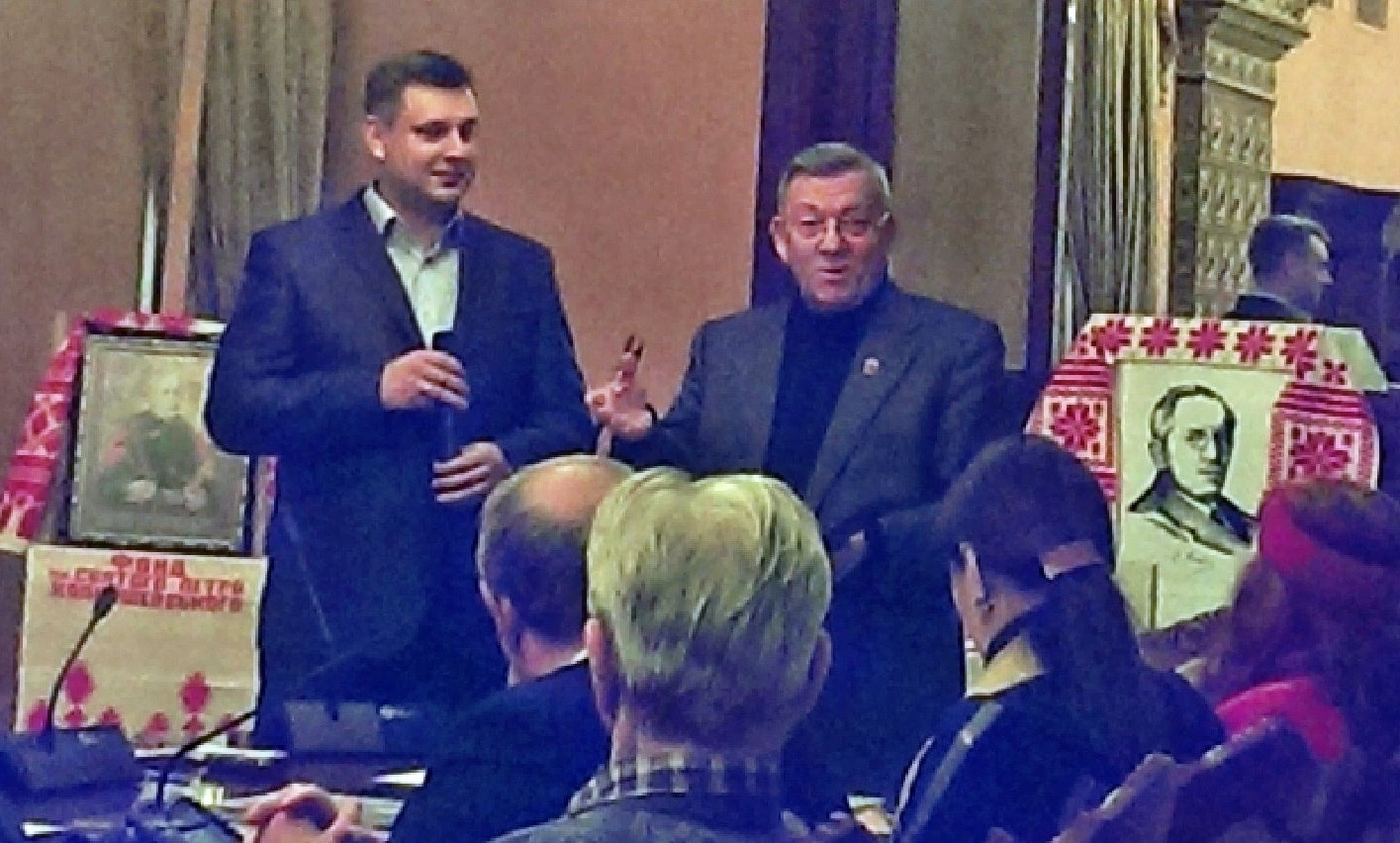
вручення Степану Дупляку премії імені О. Олеся.

Степан Дупляк лауреат та переможець багатьох літературних премій та конкурсів, зокрема лауреат Всеукраїнської літературної премії імені Олександра Олеся, переможець Всеукраїнського літературного конкурсу імені Володимира Дроцика, Бойківського літературно-краєзнавчого конкурсу імені Мирона Утриска та ін.
Вірші Степана Дупляка друкувалися в численних часописах, альманахах та антологіях (між ними – газети «Літературна Україна», «Українська літературна газета», альманах «Гомін Підгір’я»), звучали в ефірі [Архівовано 25 вересня 2015 у Wayback Machine.] багатьох радіопередач, зокрема на Українському радіо «Культура», тощо.
З 2015 року член Національної спілки письменників України.
У 2016 році вірші Степана Дупляка були включені Національною спілкою письменників України до Антології української поезії «Вольтова дуга (50 українських поетів)», випущеної на замовлення Державного комітету телебачення та радіомовлення України, яка презентує читачеві кращі зразки поетичного слова від шестидесятників до молодих авторів.
Мешкає в місті Києві.
Виховує сина Богдана.

## Творчість
Автор збірок:
- «Хуртовина ілюзій» (Київ, 2008),
- «Танцює злива босоніж» (Київ, 2008),
- «На скелі дум» (Житомир, 2014),
- «Увертюра зорепаду» (Житомир, 2014),
- «Гравітація слова» (Київ, 2016).

## Відзнаки

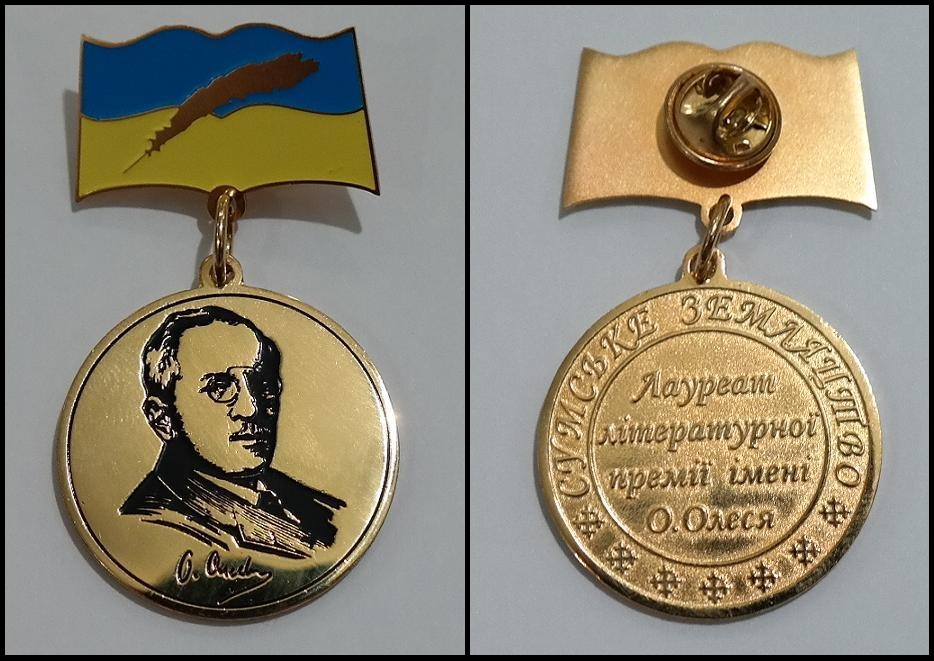
Почесний знак лауреата премії імені О. Олеся.

- лауреат Всеукраїнської літературної премії імені Олександра Олеся,[7]
- переможець Всеукраїнського літературного конкурсу імені Володимира Дроцика,[8]
- переможець Бойківського літературно-краєзнавчого конкурсу імені Мирона Утриска[9]

тощо.